# Pienisaari (ö i Södra Savolax, Nyslott, lat 61,87, long 29,22)
Pienisaari är en ö i Finland. Den ligger i sjön Ruokojärvi och i kommunen Nyslott i  landskapet Södra Savolax, i den sydöstra delen av landet, 290 km nordost om huvudstaden Helsingfors. Öns area är 0,6 hektar och dess största längd är 110 meter i öst-västlig riktning.